# Biệt thự "Harenda"

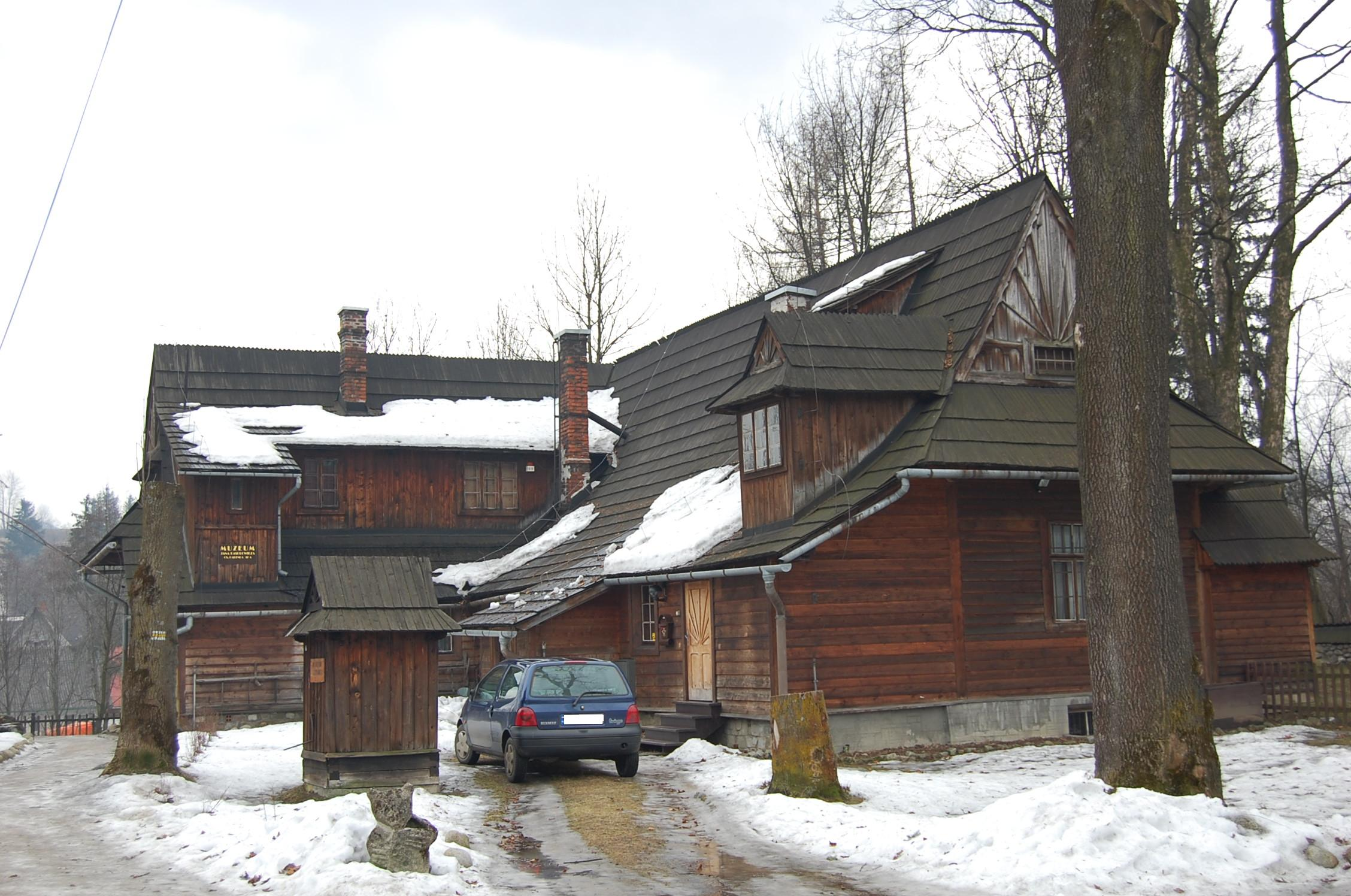
Biệt thự "Harenda" (2008)

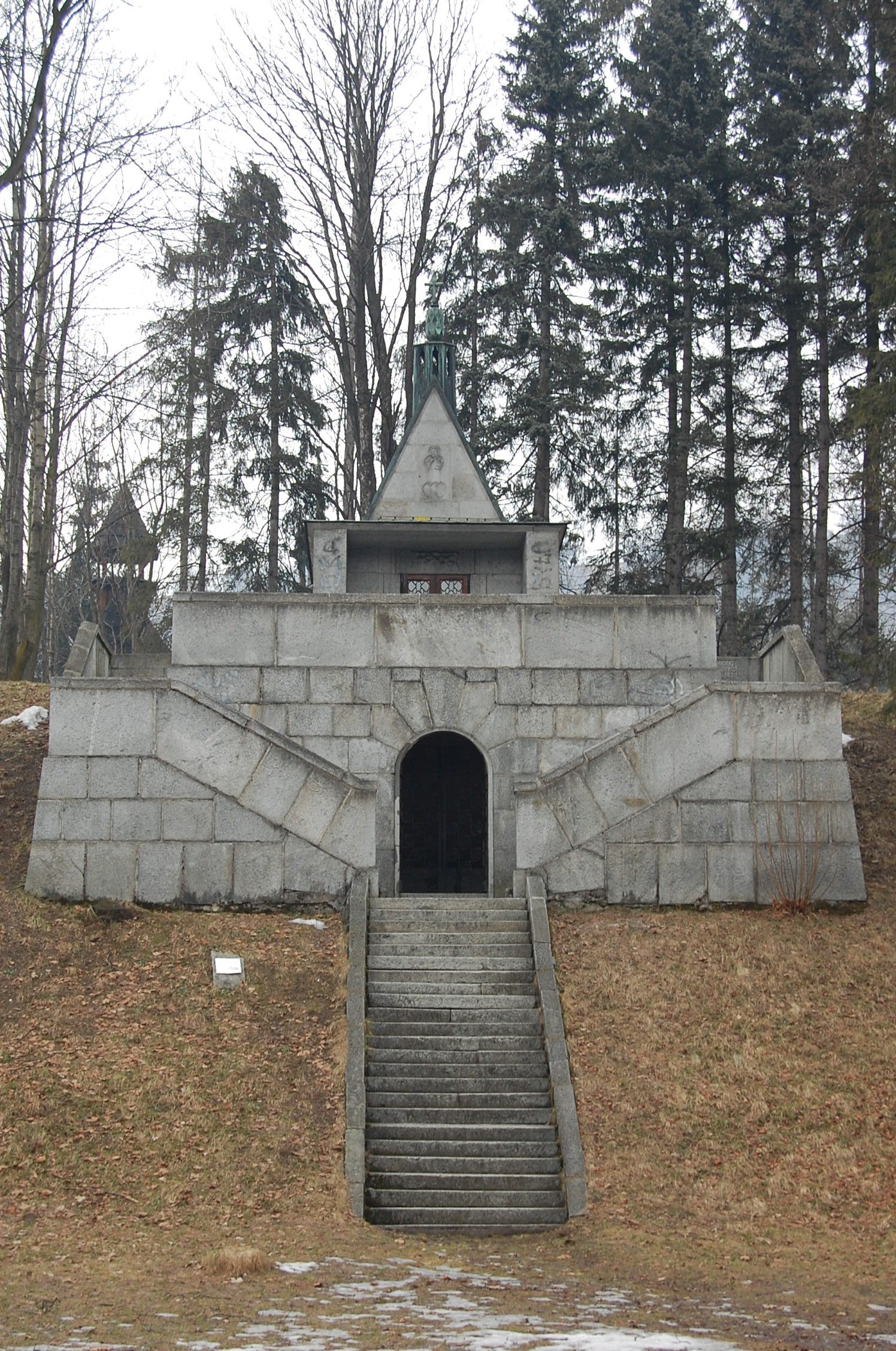
Lăng mộ của Kasprowicz và vợ

Biệt thự "Harenda" (tiếng Ba Lan: Willa „Harenda") là ngôi nhà của nhà thơ người Ba Lan Jan Kasprowicz, tọa lạc trên sườn núi Gubałówka ở Zakopane, Ba Lan.

## Lược sử hình thành
Năm 1923, Jan Kasprowicz mua biệt thự này với giá 500 bảng Anh từ họa sĩ người Anh Winifred Cooper bằng tiền nhuận bút kiếm được từ việc dịch các tác phẩm của Shakespeare. Hiện nay, trong biệt thự có Bảo tàng văn học và tiểu sử Kasprowicz.
Jan Kasprowicz chỉ sống ở Harenda trong 3 năm và mất vào năm 1926. Bảy năm sau, một lăng mộ bằng đá granit do kiến trúc sư Karol Stryjeński thiết kế được xây dựng bên cạnh biệt thự. Khi việc xây dựng hoàn thành, tro của Jan Kasprowicz được chuyển đến đây.
Năm 1950, theo ý tưởng của vợ nhà thơ là Maria, Bảo tàng văn học và tiểu sử Kasprowicz được thành lập trong biệt thự. Năm 1964, Hiệp hội những người bạn của sự sáng tạo của Jan Kasprowicz được thành lập tại Bảo tàng. Hiệp hội này thường xuyên tổ chức các buổi họp mặt, đọc sách và các đêm thơ Jan Kasprowicz cho đến ngày nay.

## Triển lãm
Theo ý muốn của góa phụ Kasprowicz, Bảo tàng văn học và tiểu sử Kasprowicz giữ lại nguyên vẹn diện mạo của biệt thự từ thời nhà thơ còn sống. Khách tham quan có thể vào xem ba phòng: phòng ăn, phòng khách và phòng ngủ. Bảo tàng trưng bày các đồ gia truyền, đồ gia dụng, tranh vẽ và những thứ khác của gia đình Kasprowicz.